# Centre de lancement de la Barreira do Inferno
Pour les articles homonymes, voir Inferno.

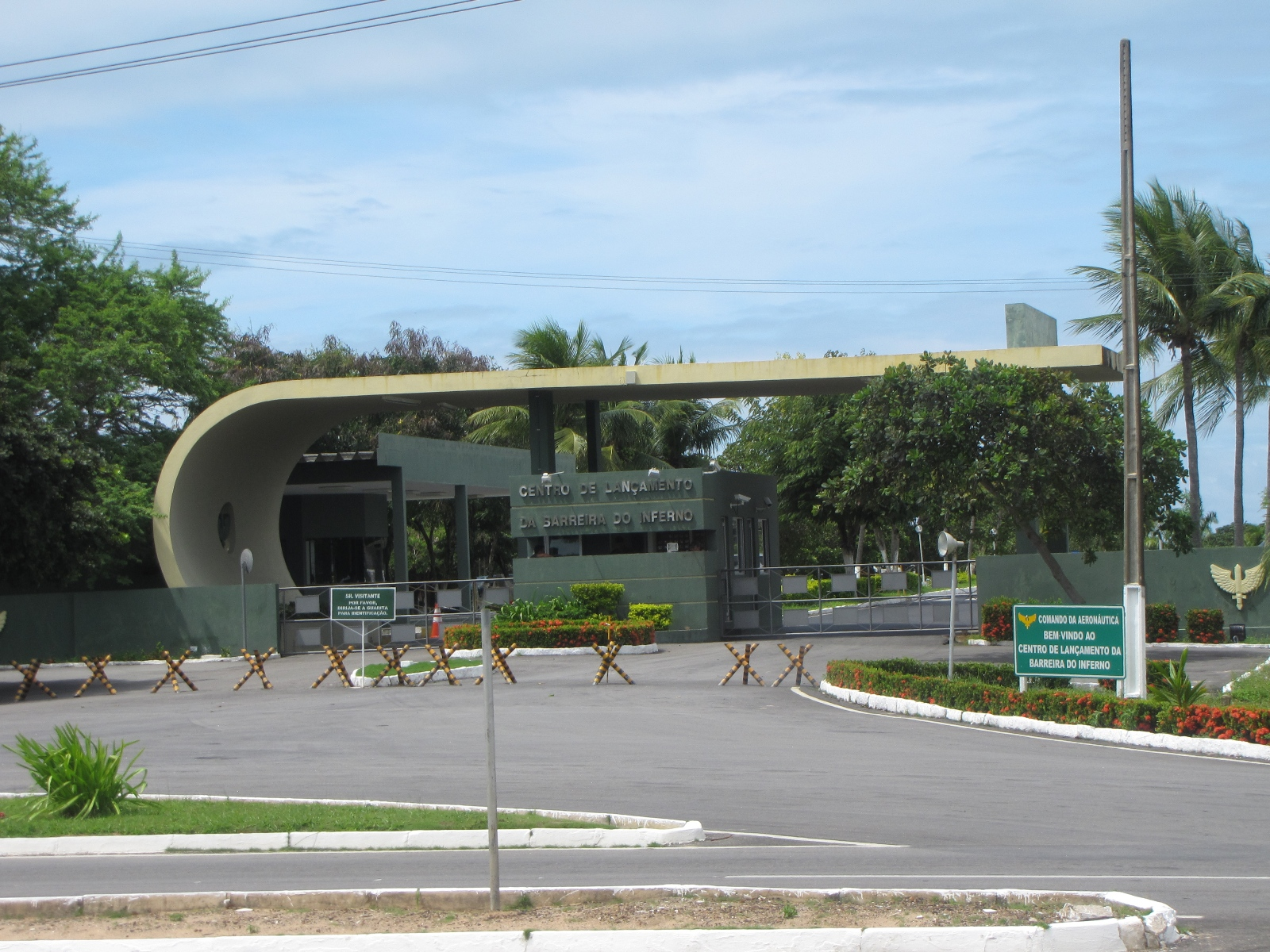
Entrée de la base de lancement de la Barreira do Inferno

Le Centre de lancement de la Barreira do Inferno (CLBI, Centro de Lançamento da Barreira do Inferno en portugais) connu sous le nom de Barreira do Inferno, est une base de lancement de fusées-sondes  brésiliennes, qui a été créé en 1965. La CLBI est situé dans la municipalité de Parnamirim, près de Natal, la capitale de l'État de Rio Grande do Norte. Il concentre les opérations de lancement de fusées-sondes. Le Centre de lancement d'Alcantara a été créé en remplacement du Centre de lancement de la Barreira do Inferno parce que la croissance urbaine, à la périphérie du CLBI, ne permettait pas l'extension de la base.